# Gilberte Beaux
Gilberte Beaux, née Gilberte Lovisi le 12 juillet 1929 à Paris, est une personnalité du monde des affaires en France, des années 1960 aux années 1990, et une dirigeante d’entreprise. Elle a été l'associée discrète de deux personnalités flamboyantes du milieu financier et entrepreneurial de ces décennies, Jimmy Goldsmith puis Bernard Tapie, chargée par eux de la bonne gestion des sociétés dont ils s'emparaient. Elle incarne aussi une époque de l'histoire du capitalisme, et du management en entreprise,  où il était encore possible à une personne entrant comme dactylo de gravir tous les échelons et de devenir le dirigeant d’un groupe international.

## Biographie
Elle est l’arrière-petite-fille par sa mère du baron Thierry de Ville d’Avray assassiné en septembre 1792 à la prison de l’Abbaye, et la fille d’un « rejeton d’une vieille famille de paysans corses » devenu banquier et promoteur, qui fait faillite en 1930, ruiné par la Grande Dépression, et meurt en 1939.
À la suite de la faillite de l’entreprise paternelle, sa famille subit, dans son enfance, de fortes difficultés matérielles. Pendant la guerre, Gilberte Beaux, adolescente, son jeune frère et sa mère survivent tant bien que mal à Marseille.  A la Libération en 1944, cette petite cellule familiale déménage en région parisienne, à Bécon-les-Bruyères.
Gilberte Beaux apprend la sténodactylo et réussit à  obtenir un emploi à la Banque Seligman, à Paris, permettant à son frère de poursuivre les études. En une dizaine d’années, elle  monte en responsabilité au sein de cet établissement financier,  jusqu’à devenir fondé de pouvoir, suivant en parallèle de son travail les cours du soir de l’Institut technique de Banque (ITB). Passionnée de littérature russe, elle épouse en 1951 Édouard Beaux, de seize ans son aïné, né en Russie avant la Révolution de 1917, fils d'Ernest Beaux, célèbre parfumeur, et d'Iraïde de Schoenaich.
En 1956, elle passe dans le groupe Simca, et plus précisément à la Cofpa, la Compagnie financière de Paris, qui gère la trésorerie de ce groupe. Elle y prend la responsabilité des crédits à l’exportation et de la gestion des portefeuilles boursiers, jusqu’en 1963. Parallèlement, elle participe à un groupe informel qui deviendra la Société française des analystes financiers.  Puis elle est nommée à la tête de l’Union financière de Paris, et de la société de gestion industrielle et financière.
Sa rencontre en 1967 avec Jimmy Goldsmith est un tournant.  Elle fonde avec lui une holding financière, la Générale Occidentale, qui constitue, dans les années 1970, un conglomérat d’entreprises, dont, en France, des entreprises  agro-alimentaires : la Générale Alimentaire  et de ses marques Amora,  Clin-Midy, le chocolat Poulain et la SEGMA (Société d'exploitation des grandes marques alimentaires) avec sa marque Maille. L'ensemble d'entreprises ainsi constitué est très diversifié, avec une stratégie définie par Jimmy Goldsmith et Gilberte Beaux,. Directrice Générale de la Générale Occidentale, ces prises de participation successives  se font sous sa houlette, avec une implication directe dans les négociations. À la fin des années 1970 et au début des années 1980, cette holding revend à BSN sa branche alimentaire et, changeant de cible dans l’hexagone, tente de constituer un groupe dans les médias, avec, en particulier,  l’acquisition de L’Express et des Presses de la Cité, et des tentatives dans les radios et télévisions,.
En 1987, Jimmy Goldsmith décide de revendre ses avoirs en Europe pour se centrer sur les États-Unis. Les routes de James Goldsmith et de Gilberte Beaux se séparent. Elle reste pendant quelques années présidente d'une filiale qu'elle a contribué à créer pour exploiter les réserves pétrolières du Guatemala, Basic, puis elle crée un cabinet de conseil, Efficacité Finance Conseil. En 1988, elle est ponctuellement la conseillère économique de Raymond Barre, candidat à la présidence de la République. Dans les années 1990, Bernard Tapie fait appel à elle pour redresser Adidas, ce à quoi elle se consacre jusqu'en 1994 (revente d'Adidas à Robert Louis-Dreyfus). Son époux, qui, depuis quelques années, vivait essentiellement dans une estancia acquise par le couple en Argentine, meurt en 1995. Elle commence à venir régulièrement sur cette propriété, comprend pourquoi son ex-mari s'y plaisait, et s'y installe à son tour : « Maintenant, je suis une paysanne ».

## Autobiographie
- Une femme libre, éditions Fayard, 2006.